# 266 TCN
266 TCN là một năm trong lịch La Mã.